# インドラヴァルマン5世
インドラヴァルマン5世（サンスクリット語: इन्द्रवर्मन् ५, ラテン文字転写: Indravarman V, 生年不詳 - 1288年?）は、チャンパ王国（占城国）第12王朝の後期第3代国王（在位：1266年 - 1288年）。初名はジャヤ・ハリデーヴァ（サンスクリット語: जय हरिदेव, ラテン文字転写: Jaya Harideva）。『元史』では失里舎利咱牙信合八剌麻哈合迭瓦（ベトナム語: Thất Lý Xá Lì Chúng Nha Tín Hợp Bát Lạt Ma Cáp Hợp Điệt Ngõa）および保宝旦拏囉耶邛南跋占把地囉耶（ベトナム語: Bảo Bảo Đán Nã La Gia Cung Nam Bật Chăm Bả Địa La Gia）、孛由補剌者吾（ベトナム語: Bột Do Bổ Lạt Giả Ngô）、『東方見聞録』ではアッカンバル（フランス語: Accambale）と記される。

## 生涯
ジャヤ・インドラヴァルマン6世の外甥。ジャヤ・ハリヴァルマン2世の孫にあたる。ジャヤ・インドラヴァルマン6世を殺害して即位した。1267年2月に陳朝大越に遣使し、以降も1270年4月、1279年1月、1282年2月には布婆麻を使者として白象を献じるなど大越に計4度の朝貢を行った。
1278年に元の荊湖行省より使者が到来して宋の滅亡を伝えると、元への服属の意志を示して栄禄大夫に任じられ、占城郡王に封じられた。1279年8月7日、元に使者を送って犀象を献じ、翌1280年9月4日にも遣使して犀象を献じている。1282年11月、元はチャンパを直接支配下に置くために占城行省を設け、ソゲタイ率いる元軍が上陸すると、専権を振るっていた長男のハリジットの主導でチャンパ軍は木城を築いて抵抗した。1283年2月13日に元の陳仲達・劉金らに木城を破られると、ハリジットと共に王都ヴィジャヤを放棄して西北の鴉候山に逃亡した。大越やクメール、シンガサリ王国に救援を求めた。叔父の宝脱禿花を使者に出し、元軍に投降すると見せかけて時間を稼ぎ、元軍が鴉候山に攻めかかってくると、塹壕や大木で抵抗した。1284年3月24日にソゲタイの元軍を撤兵に追い込み、4月28日に孫の済目理勒蟄、文労邛大巴南らを使者として元に帰順した。後に大盤亜羅日加翳大巴南らを元に遣使し、馴象を献上して世祖の誕生日を祝った。
翌1285年6月にソゲタイが大越との戦いで戦死すると、同年10月6日に使者を世祖の元に送った。同年にチャンパに滞在していたマルコ・ポーロは「非常に高齢であった」としている。インドラヴァルマン5世はそれからそう遠くない間に世を去ったとみられている。

## 参考資料
- George Cœdès (May 1, 1968). The Indianized States of South-East Asia. University of Hawaii Press. ISBN 978-0824803681
- Geetesh Sharma (2010). Traces of Indian Culture in Vietnam. Rajkamal Prakashan. ISBN 978-8190540148
- 石井米雄、桜井由躬雄 編『東南アジア史 I 大陸部』山川出版社〈新版 世界各国史 5〉、1999年12月20日。ISBN 978-4634413504。
- レイ・タン・コイ（ベトナム語版） 著、石澤良昭 訳『東南アジア史』（増補新版）白水社〈文庫クセジュ〉、2000年4月30日。ISBN 978-4560058268。
- マルコ・ポーロ 著、青木富太郎 訳『東方見聞録』 1巻、グーテンベルク21、2000年11月。
- 『元史』巻十 本紀第十 世祖七
- 『元史』巻十一 本紀第十一 世祖八
- 『元史』巻二百十 列伝第九十七 外夷三 占城
- 『新元史』巻十 本紀第十 世祖四
- 『新元史』巻十一 本紀第十一 世祖五
- 『新元史』巻二百五十三 列伝第一百五十 外国三 占城
- 『大越史記全書』本紀巻之六 陳紀 聖宗皇帝 仁宗皇帝